# Leon Wilkeson
Leon Russel Wilkeson (Newport, 2 aprile 1952 – Ponte Vedra Beach, 27 luglio 2001) è stato un bassista statunitense noto per essere stato fra i membri fondatori del gruppo rock Lynyrd Skynyrd dal 1972 fino alla sua morte nel 2001.

## Biografia

### Primi anni
Leon nacque a Newport (Rhode Island), ma dopo pochi mesi dalla nascita si trasferì a Jacksonville in Florida. Sin da piccolo una delle band che più ammirava erano i Beatles, e il suo idolo era Paul McCartney. Cominciò a suonare il basso all'età di 14 anni; frequentando la scuola fece amicizia con un ragazzo e questo gli disse che suo fratello cercava un bassista per la sua band: costui era Ronnie Van Zant. Così Leon suonava il basso e faceva la seconda voce nell'allora gruppo locale di Ronnie, i Collegiates, da cui però si separò presto per entrare a far parte di un altro gruppo locale: i King James Version. In questo periodo cominciò ad apprendere gli stili bassistici di Jack Bruce, John Paul Jones, Jack Casady, Phil Lesh e Berry Oakley, così nei primi anni settanta Leon divenne uno dei bassisti più ricercati di tutta Jacksonville. Nel 1972 Ronnie chiese a Leon se fosse disponibile per ricoprire il ruolo di bassista nella sua nuova band: i Lynyrd Skynyrd.

### I Lynyrd Skynyrd
Nel 1972 Leon era in competizione con Ed King per diventare bassista degli Skynyrd. Inizialmente la scelta cadde su Ed, che incise da bassista il primo album della band: (Pronounced 'Lĕh-'nérd 'Skin-'nérd), ma dopo averlo ascoltato Ronnie disse che era il bassista peggiore che avesse mai incontrato e lo spostò alla terza chitarra, prendendo così definitivamente Leon al basso. Così da bassista insieme agli Skynyrd registrò i successivi album quali Second Helping, Nuthin' Fancy, Gimme Back My Bullets e Street Survivors. Durante questo periodo comprò un basso Fenderbird da John Entwistle. Questo basso fu usato da Leon per i tour di Second Helping nel 1975. Oltre che con i Lynyrd fu chiamato anche in alcuni tour di band come 38 Special, Blackfoot, ecc. Il 20 ottobre del 1977 fu coinvolto anche lui nell'incidente aereo che uccise alcuni membri della band, tra cui l'amico fraterno Ronnie e Steve Gaines; Leon fu ferito gravemente e rischiò che gli amputassero un arto. Dopo l'incidente finì l'avventura di Leon con gli originali Skynyrd.

### Dopo i Lynyrd Skynyrd
Dopo la fine della band Leon partecipò al progetto solista di Allen Collins, gli Allen Collins band, con cui incise solo un album. Dopo gli Allen Collins band Leon fece un tour con la band Christian rock Vision. Nel 1987 gli ex membri dei Lynyrd decisero di riunirsi con alla voce Johnny Van Zant, fratello minore di Ronnie. Il tour doveva essere solo un tributo ai vecchi Lynyrd, ma visto il successo i Lynyrd decisero di scrivere nuovi pezzi. Verso la fine degli anni novanta Leon fu trovato in overdose dal chitarrista Ed King, che riuscì a rianimarlo e portarlo in ospedale. Dopo l'episodio Leon decise di continuare i progetti con i Lynyrd Skynyrd.

### La morte
Il 27 luglio del 2001 Leon venne trovato morto nella sua camera d'albergo a Ponte Vedra Beach in Florida: aveva 49 anni. Leon morì per cause naturali, pare per arresto cardiaco. Nonostante tutto i Lynyrd decisero di continuare anche senza di lui, sostituendolo con Ean Evans, a sua volta deceduto nel 2009. In uno degli album della nuova formazione dei Lynyrd (Vicious Cycle del 2003) è contenuto un pezzo dedicato alla memoria di Leon (Mad Hatter).

## Curiosità
Dopo il terribile incidente Wilkeson strinse un grande rapporto di amicizia con gli AC/DC, che aveva conosciuto e con cui aveva già fraternizzato pochi mesi prima durante la prima tournée americana della band australiana, i cui componenti si recarono in ospedale per visitare il bassista; in seguito lo portarono anche con loro per qualche data del tour.

## Discografia

### Con I Lynyrd Skynyrd
- 1973- (Pronounced 'Lĕh-'nérd 'Skin-'nérd)
- 1974- Second Helping
- 1975- Nuthin' Fancy
- 1976- Gimme Back My Bullets
- 1977- Street Survivors

### Con gli Allen Collins Band
- 1983- Here, There, and Back